# イムジャ湖
イムジャ湖（ネパール語: इम्जा हिमनदी）はネパール、サガルマタ県ソルクンブ郡にある氷河湖。北緯27度53分、東経86度55分に位置する。決壊の被害が懸念されている。
氷河湖とは氷河の後退により溶けた水がモレーン（氷河末端の堆石）にせき止められて自然のダムに溜まることにより形成される湖で、貯水量が一定以上になるとダム部分が決壊し、激しい土石流となって下流域に大きな被害をもたらすことがある。
ヒマラヤ山地では、多くの氷河湖が形成され、地球温暖化の影響で夏の降雪量が減少し、降雨量が増大することにより、氷河が縮小し、氷河湖の貯水量が増える傾向があると指摘されており、決壊の危険性が危惧されている。 
イムジャ湖はネパール北東部、エベレスト山の麓にある氷河湖で水面の標高は5030メートルである。決壊すると最も危険な土石流を起こす可能性がある氷河湖として警戒されている。